# Estelite
El estelite (stellite, en inglés) es una aleación de cobalto-cromo creada para aumentar la resistencia al desgaste de los metales. Puede también contener tungsteno y una cantidad pequeña, pero importante, de carbono. Es una marca registrada de Deloro Stellite Company y fue inventado por Elwood Haynes a principios del siglo XX como sustituto para los recubrimientos de cubertería (en algunos países llamado "servicios") que debía ser limpiada frecuentemente.

## Composición
Hay un gran número de aleaciones de estelite constituido de distintas proporciones de cobalto, níquel, hierro, aluminio, boro, carbono, cromo, manganeso, molibdeno, fósforo, azufre, silicio y titanio. La mayoría de las aleaciones pueden contener desde cuatro hasta seis de estos elementos.

## Características
La aleación de estelite es diamagnética y anticorrosiva debido a la aleación de cobalto. Hay una serie de aleaciones con varias composiciones optimizadas para diferentes usos. La información está disponible por el fabricante, Deloro Stellite, destacando la composición de una serie de aleaciones Stellite y sus aplicaciones. La aleación más adecuada actualmente para herramientas de corte, por ejemplo, es Stellite 100, ya que esta aleación es muy dura y mantiene un buen filo para herramientas de este tipo, incluso a altas temperaturas. También es resistente al endurecimiento y recocido debido al calor. Otras aleaciones están adaptadas para maximizar la combinación de resistencia al desgaste, resistencia a la corrosión, o la capacidad para soportar temperaturas extremas.
Las aleaciones de estelite muestran una asombrosa dureza y tenacidad, y también suelen ser muy resistentes a la corrosión. Las aleaciones de estelite son tan duras que son muy difíciles de mecanizar, y cualquier cosa hecha de ellas es, por consiguiente, muy cara.
Por lo general, se emite una parte Stellite de manera que solo es necesario un mínimo de maquinado. El trabajar a máquina de Stellite se hace más a menudo con herramienta de amolar, más bien que por el corte. Las aleaciones de Stellite también tienden a tener puntos de fusión extremadamente altos debido al contenido de cobalto y de cromo.

## Usos
Los usos típicos incluyen dientes de sierras, revestimiento en duro, y piezas de maquinaria resistentes a ácidos. Stellite proporcionó una mejora importante en la producción de asientos de válvula y en válvulas de motores de combustión interna, reduciendo el desgaste en ellos (con movimiento vertical). El primer tercio de los cañones ametralladora M60 (a partir de la recámara) es rellenado con estelite. El cerrojo y la culata del rifle Titán Voere II también se fabrican con estelite. Se utiliza, además, para revestir las vainas de los termopares que tienen que trabajar directamente en ambientes hostiles, como altas temperaturas.
En la década de 1980, se realizaron experimentos en el Reino Unido para articulaciones artificiales como prótesis de cadera con aleaciones de estelite fundido de alta precisión. También es ampliamente utilizado para hacer la estructura de prótesis dentales.
Los álabes de las modernas turbinas de jet, se hacen generalmente de aleaciones de estelite, debido a sus puntos de fusión tan elevados y enorme resistencia a temperaturas altas. 
Se ha utilizado el estelite en la fabricación de herramientas para tornos, y la introducción y mejoras en las herramientas de corte no usadas habitualmente. Se encontró que tenía propiedades de corte superior en comparación con las tempranas herramientas de acero al carbono y de algunas herramientas de acero de alta velocidad, especialmente contra los materiales difíciles como el acero inoxidable. 
Mientras que estelite es la opción para ciertas piezas internas en las válvulas industriales (asiento de válvula de revestimiento en duro), su uso se ha desalentado dentro de centrales eléctricas nucleares. En las tuberías que comunican con el reactor, pequeñas cantidades de estelite podrían ser liberadas en el fluido de proceso y, finalmente, entrar en el reactor. Allí, el cobalto sería activado por el flujo de neutrones en el reactor y convertirse en cobalto-60, un radioisótopo con una vida media de cinco años que libera rayos gamma muy energéticos. Aunque no representa un peligro para el público en general, alrededor de un tercio a la mitad de casos exposición de los trabajadores de centrales nucleares podrían deberse al uso de estelite y trazas de cobalto en los aceros inoxidables. Los reemplazos de estelite han sido desarrollados para la industria por la Electric Power Research Institute’s “NOREM” de Estados Unidos, que ofrecen un rendimiento aceptable sin cobalto. Puesto que la industria de energía atómica de Estados Unidos ha comenzado a substituir los asientos de válvula revestidos en estelite durante los años 70 y ajustar las especificaciones del cobalto en aceros inoxidables, las exposiciones de los trabajadores debido a cobalto-60 se han reducido de manera significativa.

## Variedades
Talonite es una aleación similar a estelite que ha sido laminado en caliente y se ha endurecido de una manera particular, para proporcionar una combinación de dureza, resistencia al desgaste y maquinabilidad. No todas las aleaciones de estelite responden a este proceso.